# Pronie
Pronie (řecky πρόνοια, pronoia – „zaopatření“) byl systém držby půdy, resp. výnosů z ní, příslušníky vyšších vrstev v Byzantské říši za vrcholného středověku. Systém pronií existoval od 11. století až do konce existence byzantského státu; nebyl však omezen pouze na Byzanc, ale převzaly jej také státy byzantského kulturního okruhu, zejména Srbská říše (пронија, pronija) a později i Moskevská Rus (поместье, pomesťje). Přímým následníkem pronií pak byl systém tzv. tímárů v Osmanské říši, která se v této i jiných věcech byzantskou státní správou inspirovala.

## Raný systém pronií
Do 11. století neměli členové byzantské aristokracie žádnou významnější úlohu a tíhli pouze k získávání čestných titulů, které drželi na základě spřízněnosti s vládnoucím císařem. Pozice takového titulu se pak rovnala i samotnému trůnu. Od vlády Konstantina IX. v polovině století se však šlechtici začali snažit o získání některých částí říše, vybírali daně jen pro sebe a často se i bouřili proti samotnému císaři. Ke konci 11. století se pokusil Alexios I. systém držení půdy reformovat. Rozdělil části byzantského území mezi členy vyšších vrstev, což mu umožnilo situaci v provinciích uklidnit. Šlechtici se tak stěhovali pryč z Konstantinopole, což jim ztížilo postavit se proti císařovým rozhodnutím. Většinu pronií však císař daroval členům svého vlastního rodu – Komnenovcům. Alexius jednoduše legitimoval držení půdy v rukách aristokracie a zavedl nad ním centralizovanou kontrolu pod hlavičkou státu.

## Pronie ve 12. století
Alexiův vnuk Manuel I. Komnenos pokračoval v politice svého předchůdce a dále obdarovával členy aristokracie pozemky namísto pravidelného platu. Pronie se vyvinuly v oprávnění vybírat od obyvatel (paroiků), kteří žili na území, jež se nacházelo v oblasti darované aristokratovi, daně. Proniarové („ti, jimž byla darována pronie“) se stali čímsi jako vyběrači daní a bylo jim dovoleno nechat si část nasbíraných příjmů. Tento způsob správy území nebyl úplně nový. Několik set let předtím zavedl císař Herakleios (610–641) správní systém zvaný themní, v němž jednotlivé okrsky (themata) byly vedeny vojenským hodnostářem (stratégem), který mj. shromažďoval od rolníků dávky. Avšak paroikové nikdy nebyli (ať už v thematech nebo proniích) nevolníky jako rolníci v západní Evropě. Nebyli tedy povinni žádným druhem věrnosti vůči stratégovi či proniarovi, protože v obou případech byl oficiálně skutečným majitelem půdy byzantský císař. Proniarové často dokonce z oblasti svěřené jim do péče ani nepocházeli.
Velikost a hodnota pronie, počet paroiků a povinnosti, které paroikové měli, byly zaneseny do takzvaných praktik („záznamů“). Pronoiarios většinou mohl vybírat příjmy z obchodu a část sklizené úrody, někdy též vlastnil lovecká a přepravní práva. Praktika také zaznamenávala povinnosti správce půdy vůči císaři. V případě potřeby mohl císař požádat o nastoupení do vojenské služby, i když proniarové nemohli nutit své plátce daní, aby se k nim přidali. Proniarové se ovšem často zdráhali se do takové služby zapojit, většinou žili celkem úspěšný život a navíc získali určitou autonomii, pakliže se k připojení do služby nerozhodli. V případě, že získali podporu svých plátců, mohli se pokusit vést proti říši vzpouru, ale taková povstání nebyla příliš nebezpečná, zejména v porovnání s povstáním v hlavním městě. Alexiův systém ale pomáhal císařům se takových nebezpečí vyvarovat. Alexios, Manuel ani ostatní císaři 12. století se povstání v provinciích neobávali, pravděpodobně se domnívali, že pronie nakonec vzpurné šlechtice uspokojí. Rovněž Alexios IV. Angelos během čtvrté křížové výpravy stále myslel tímto způsobem a daroval proto Krétu Bonifácovi z Montferratu v domnění, že křižáci odtáhnou, jestliže jejich velitel získá nějakou půdu.

## Pronie za Palaiologovců (1259–1453)
Po pádu Konstantinopole do rukou křižáků roku 1204 systém pronií dále pokračoval na území Nikájského císařství, kde vládli císaři v exilu. Jeden z nikájských císařů Jan III. Dukas Vatatzes přišel s novinkou: začal udělovat pronie i šlechtičnám a církvi, což dříve běžné nebylo. Po znovudobytí Konstantinopole císařem Michaelem VIII. Palaiologem se pronie stala dědičnou, čímž přiblížila byzantský správní systém evropským feudálním státům. Zároveň systém pronií revidoval, aby tak lépe odpovídaly současné situaci, protože Byzantská říše na rozdíl od 11. století ztratila značné množství území i příjmů. Za dynastie Palaiologů mohli být proniarové lépe organizováni do vojenských jednotek v případě, že císař potřeboval jejich službu. Císař také mohl z jakéhokoliv důvodu pronii odejmout. Například Andronikos II. využil peníze od proniarů na financování vojenských výprav proti Bulharům, ale nežádal od nich vojenskou službu. V této době také mohli proniarové přilákat potenciální stoupence tím, že jim pronie sami dali. Nábor proniarů pomohl sjednotit po roce 1261 zbytky Byzantské říše, avšak tentokrát mohl císař postavit pouze několik tisíc vojáků. Přestože si tito vojáci platili za sebe sami, nemohli si již císaři dovolit dostatečně silnou armádu či námořnictvo na ochranu říše. Zchudlé císařství mělo pouze malé daňové výnosy a proniarové začali vybírat od rolníků dávky, čímž se vrátili k původnímu systému themat. Byzantská říše dále ztrácela území ve prospěch Osmanské říše a nakonec roku 1453 padla i Konstantinopol. Systém pronií však pod změněnými názvy přežil zánik říše a existoval dále v říši Osmanské a Ruském carství až do novověku.